# Paul Wade
Paul Wade (Cheshire, 20 marzo 1962) è un allenatore di calcio ed ex calciatore australiano, di ruolo centrocampista, noto soprattutto per aver vestito per diversi anni la fascia di capitano della Nazionale di calcio dell'Australia, di cui, con 84 presenze è tra i calciatori con più partite giocate.